# BAE Systems AB
BAE Systems AB est une société suédoise de défense et une filiale de BAE Systems Land and Armaments, dont la société mère ultime est le sous-traitant britannique de la défense BAE Systems.    
La société est une société à portefeuille pour Land Systems Hägglunds AB et BAE Systems Bofors AB et ne produit rien en propre. 